# Gmünd (Dolní Rakousy)

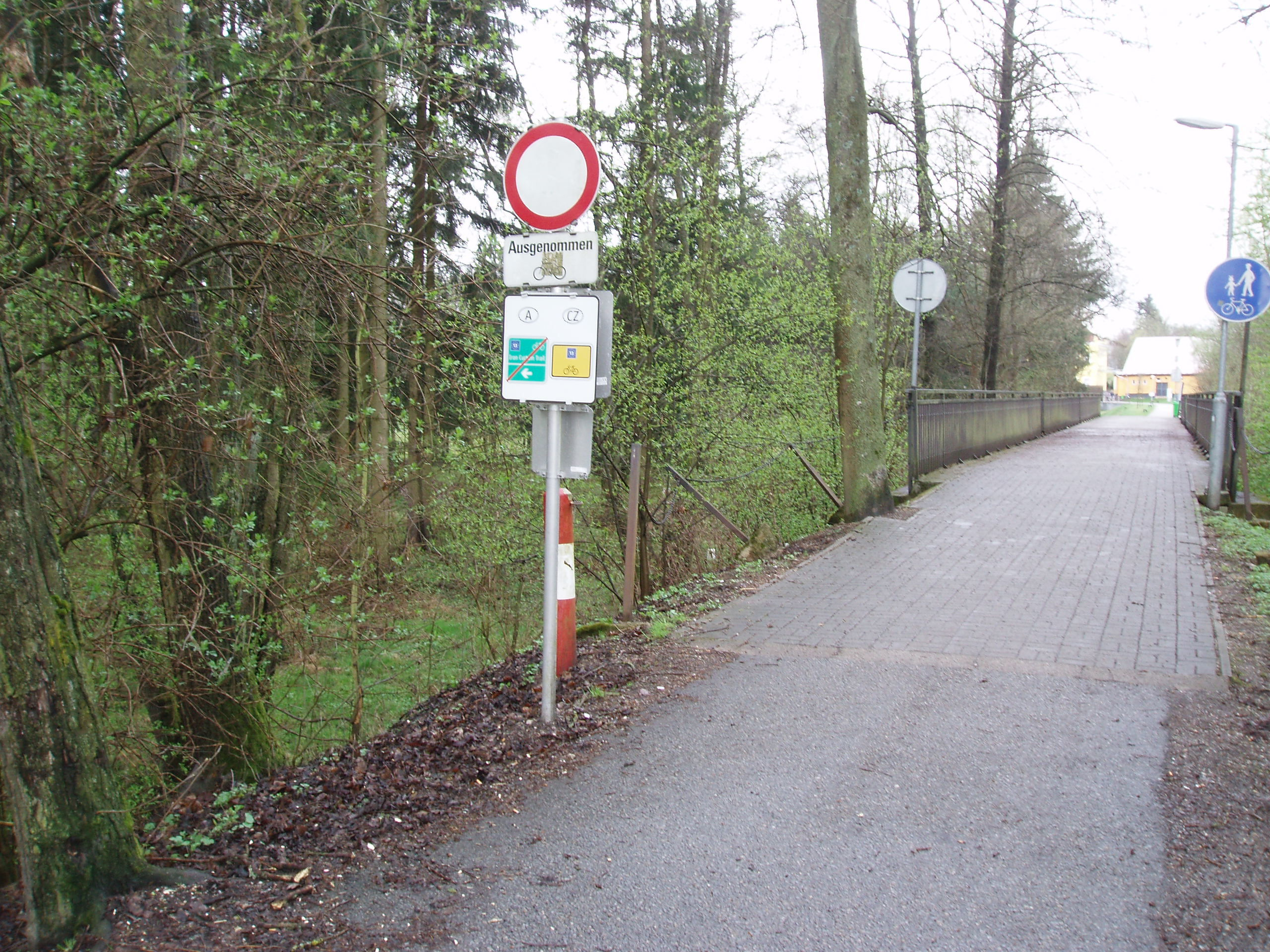
Přeshraniční propojení s Českými Velenicemi přes lávku

Gmünd (dříve česky Cmunt) je okresní město v rakouské spolkové zemi Dolní Rakousy, při hranicích s Českem, v oblasti Waldviertelu. Město je sídlem stejnojmenného okresu (Bezirk Gmünd). Žije zde přibližně 5 200 obyvatel.

## Historie
Gmünd se nalézá na soutoku Lužnice (Lainsitz) a říčky Skřemelice (Braunaubach). Území bylo osídleno zřejmě ve druhé polovině 12. století, založení samotného Gmündu je kladeno do roku 1208. V 16. století byl postaven zámek, jenž je dnes obklopen anglickým parkem.
V roce 1869 byla přes město zprovozněna část dráhy císaře Františka Josefa, která postupně spojila Vídeň a Prahu. Roku 1900 se Gmünd stal výchozím bodem systému úzkorozchodných drah vedoucích do Litschau, Heidenreichsteinu a Groß Gerungs. V letech 1907 až 1916 byla v provozu trolejbusová trať vedoucí k nádraží, jež bylo postaveno na druhém břehu Lužnice, relativně daleko od města, kde během poslední třetiny 19. století vyrostla předměstská čtvrť. Jednalo se o první trolejbusový provoz v samotném Rakousku.
Po rozpadu Rakousko-Uherska v roce 1918 se Gmünd stal příhraničním městem. Podle Saint-germainské smlouvy z roku 1920 se západní Vitorazsko stalo součástí Československa. Jemu připadla i čtvrť vystavěná za Lužnicí u železniční stanice, která byla nově pojmenována České Velenice. Toto území v letech 1938–1945 (v důsledku Mnichovské dohody) dočasně připadlo Gmündu jako Gmünd III.

## Pamětihodnosti
- Kostel svatého Štěpána
- Náměstí s řadou renesančních domů

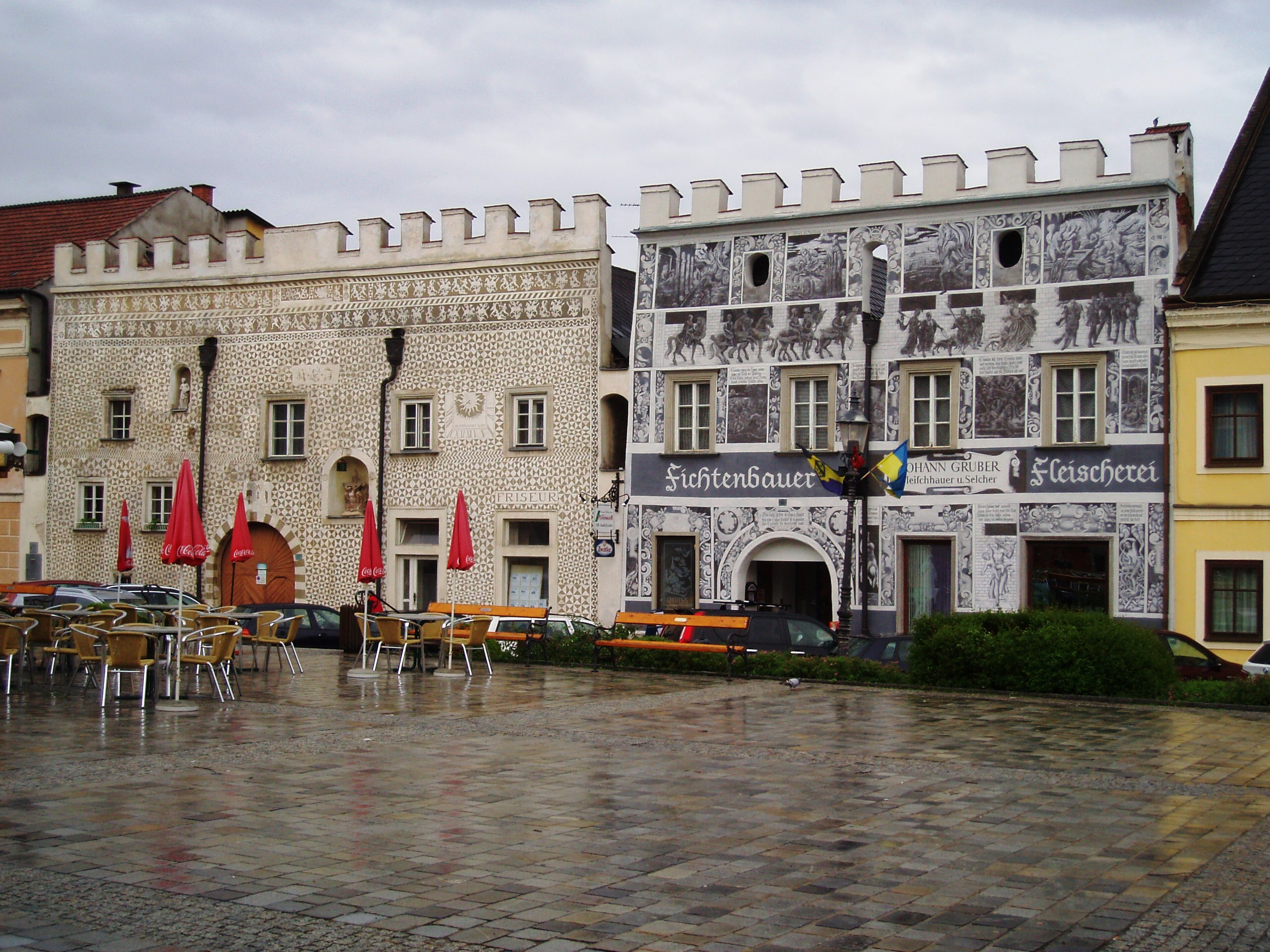
Domy na náměstí

- Zámek Gmünd – původně gotický vodní hrad, renesančně přestavěný v 16. století

## Turistické zajímavosti
- Přírodní park Blockheide
- Waldviertelská železnice – úzkorozchodná železniční dráha spojující Litschau a Groß Gerungs
- Termální lázně Sole-Felsen-Bad
- Městské muzeum (Stadtmuseum Gmünd)

## Železniční doprava
V Gmündu končí ve stanici Gmünd NÖ železniční trať Franz-Josefs-Bahn z Vídně, na kterou zde navazuje trať přes státní hranici do Česka do příhraniční stanice České Velenice a dále do Českých Budějovic. Ze stanice Gmünd NÖ vycházejí také dvě úzkorozchodné dráhy do stanic Litschau, Heidenreichstein a Groß Gerungs.

## Hraniční přechody a přeshraniční propojení
V Gmündu je železniční hraniční přechod  Gmünd – České Velenice a silniční hraniční přechod Gmünd, Böhmzeil – České Velenice. Kromě toho jsou zde určená místa pro přechod státní hranice, např. Gmünd/Bleylebenstrasse – České Velenice/lávka.

## Starostové
- Alexander Eggerth 1894–1901
- Alois Nigisch 1901–1905
- Emerich Berger 1905–1908
- Johann Hinek 1908–1911
- Alois Ullrich 1911–1919
- Anton Libowitzky 1919–1920
- Lambert Pöschl 1920
- Ladislaus Bakalar 1920–1922
- Hans Michale 1922–1924
- Rudolf Nowotny 1924
- Hans Hyllan 1924
- Ignaz Pilz 1924–1933
- Karl Pany 1933
- Hans Reither 1933–1934
- Karl Henebichler 1934–1938
- Karl Pany 1938–1939
- Nikolaus Riedl 1939–1940
- Hans Retinger 1940–1944
- Josef Zabka 1944–1945
- Karl Henebichler 1945
- Franz Fuchs 1945–1946
- Otto Wilhartitz 1946–1955
- Alois Schwarzmüller 1955–1958
- Franz Chaloupek 1958–1975
- Johann Schaffer 1975–1988
- Alfred Drach 1988–1995
- Otto Opelka 1995–2012
- Andreas Beer 2012–2015
- Helga Rosenmayer od roku 2015

## Osobnosti města
- Walter Nowotny (1920–1944), německý stíhací pilot, letecké eso za druhé světové války
- Alfred Worm (1945–2007), univerzitní profesor a investigativní žurnalista

## Partnerská města
- Sarreguemines, Francie